# Plano irregular

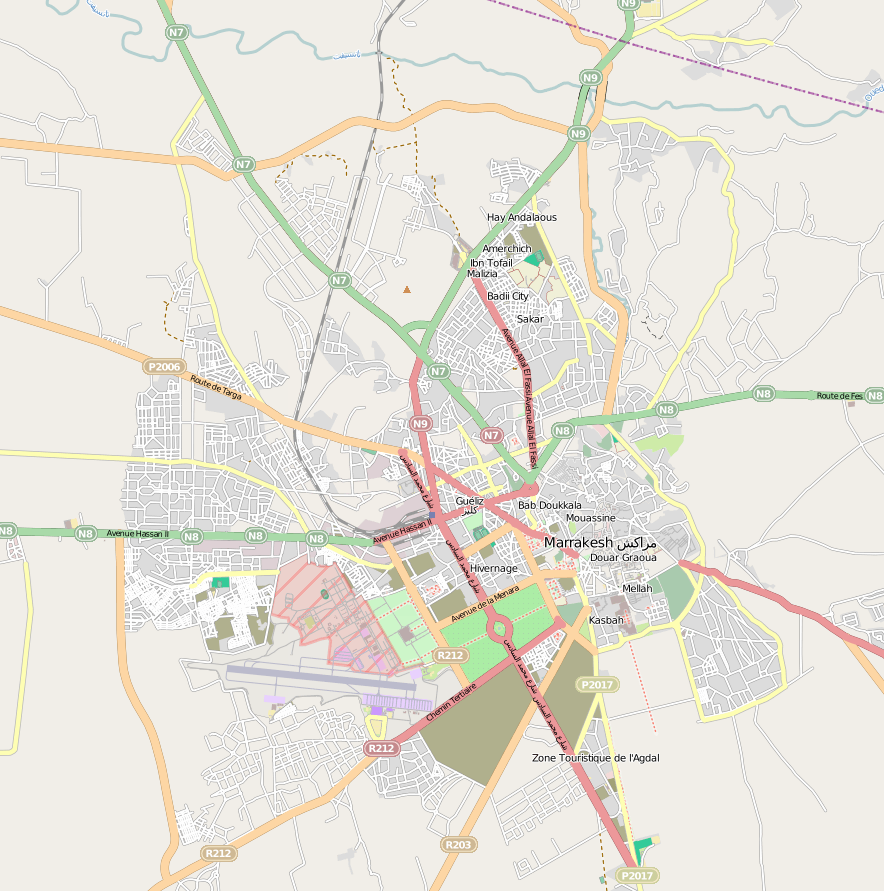
Plano irregular de Marrakech

El plano irregular o desordenado es un tipo de diseño urbano de aspecto anárquico, sin forma definida. Sus manzanas pueden tener formas variadas. Es fruto de una decisión social, como en la ciudad medieval islámica, un origen multipolar, con varios centros que crecen hasta juntarse, o de la posición de varios tipos de planos diferentes, como en nuestras ciudades actuales.
Las ciudades medievales, además, presentan una gran variedad de esquemas planimétricos como resultado de la falta de planificación previa, es decir que casi la totalidad surgió como resultado del crecimiento natural y orgánico.
Hoy en día nos podemos encontrar, en todas las ciudades, distintos tipos de plano según la época en la que fueron reformadas: desde el irregular de la ciudad antigua, al plano radial, ortogonal o lineal.